# Dimethylselenid
Dimethylselenid mit der Konstitutionsformel Se(CH3)2 ist eine organische chemische Verbindung aus der Gruppe der Organoselenverbindungen.

## Vorkommen
Dimethylselenid wird durch Pflanzen und Pilze (vor allem Penicillium brevicaule) aus anorganischen Selenverbindungen gebildet. Die Verbindung wird auch im Menschen bei einer hohen Selenexposition (wenn dessen Methylierung nicht mehr ausreicht) gebildet und über die Lunge abgegeben.

## Gewinnung und Darstellung
Dimethylselenid kann durch Reaktion von Metallseleniden mit Methylsulfaten gewonnen werden.
{\displaystyle \mathrm {Na_{2}Se+2\ CH_{3}OSO_{3}Na\longrightarrow (CH_{3})_{2}Se+2\ Na_{2}SO_{4}} }

## Eigenschaften
Dimethylselenid ist eine klare farblose stinkende Flüssigkeit, die löslich in Ethanol ist.